# Enneboeus chilensis
Enneboeus chilensis is een keversoort uit de familie Archeocrypticidae. De wetenschappelijke naam van de soort is voor het eerst geldig gepubliceerd in 1969 door Kaszab.